# Erdenemandal járás
Erdenemandal járás (mongol nyelven:  Эрдэнэмандал сум) Mongólia Észak-Hangáj tartományának egyik járása. Területe 3400 km². Népessége kb. 5933 fő.
Székhelye Öldzít (Өлзийт), mely 165 km-re fekszik Cecerleg tartományi székhelytől.